# Anthenantia
Anthenantia är ett släkte av gräs. Anthenantia ingår i familjen gräs.
Kladogram enligt Catalogue of Life:
| Anthenantia | \| \| Anthenantia rufa \| \| \| \| \| \| Anthenantia texana \| \| \| \| \| \| Anthenantia villosa \| \| \| \| |
|             | \| \| Anthenantia rufa \| \| \| \| \| \| Anthenantia texana \| \| \| \| \| \| Anthenantia villosa \| \| \| \| |
|             | Anthenantia rufa                                                                                              |
|             | |
|             | Anthenantia texana                                                                                            |
|             | |
|             | Anthenantia villosa                                                                                           |
|             | |